# Metrorrey
O Metrorrey, oficialmente Sistema de Transporte Colectivo Metrorrey, é um sistema de veículo leve sobre trilhos que opera em 4 municípios da Região Metropolitana de Monterrei, no México. É operado pela STC Metrorrey.
É composto atualmente por duas linhas em operação, a Linha 1 e a Linha 2, que somam 31 estações e 32,5 km de extensão. O sistema entrou em operação no dia 25 de abril de 1991, com o início da operação da Linha 1. A Linha 3 encontra-se em implantação, com previsão de conclusão em meados de 2018.
Faz parte do Sistema Integrado de Transporte Metropolitano (SITME), junto com a Ecovía, o TransMetro e uma rede de linhas alimentadoras de ônibus.
Atualmente, atende os seguintes municípios: General Escobedo, Guadalupe, Monterrei e San Nicolás de los Garza. O sistema transportou cerca de 15.332.000 passageiros em agosto de 2017.

## Linhas
O sistema é composto por 2 linhas em operação. Cada linha é identificada por um algarismo e uma cor. Foram inauguradas entre 1991 e 1994, somando hoje 31 estações e 32,5 km de extensão.
A tabela abaixo lista o nome, a cor distintiva, as estações terminais, o ano de inauguração, a extensão e o número de estações das linhas que estão em operação:
| Linha | Cor     | Terminais                                 | Inauguração             | Extensão  | N.º de estações |
| ----- | ------- | ----------------------------------------- | ----------------------- | --------- | --------------- |
|       | Amarela | Talleres ↔ Exposición                     | 25 de abril de 1991     | 18,828 km | 19              |
|       | Verde   | Sendero ↔ General Zaragoza                | 30 de novembro de 1994  | 13,75 km  | 13              |
|       | Laranja | General Zaragoza ↔ Hospital Metropolitano | 27 de fevereiro de 2021 | 7,5 km    | 8               |

## Estações
O sistema é composto por 38 estações em operação, das quais 6 são subterrâneas, 1 é superficial, 31 são elevadas e 1 possui um nível subterrâneo e outro elevado. As estações, tanto as que estão em operação quanto as que estão em implantação, são listadas a seguir:
| · Linha 1 | - Talleres - San Bernabé - Unidad Modelo - Aztlán - Penitenciaría - Alfonso Reyes - Mitras - Simón Bolívar - Hospital - Edison - Central - Cuauhtémoc - Del Golfo - Félix Uresti Gómez - Parque Fundidora - Y Griera - Eloy Cavazos - Lerdo de Tejada - Exposición |
| · Linha 2 | - Sendero - Santiago Tapia - San Nicolás - Anáhuac - Universidad - Niños Héroes - Regina - General Anaya - Cuauhtémoc - Alameda - Fundadores - Padre Mier - General Zaragoza                                                                                       |
| · Linha 3 | - General Zaragoza - Santa Lucía - Colonia Obrera - Félix Uresti Gómez - Metalúrgicos - Moderna - Ruiz Cortines - Los Ángeles - Hospital Metropolitano |